# Kościół św. Juliana Flamandów w Rzymie
Kościół św. Juliana Flamandów (wł. Chiesa di San Giuliano dei Fiamminghi) – rzymskokatolicki kościół tytularny w Rzymie. 
Świątynia ta jest kościołem rektoralnym parafii Santi Biagio e Carlo ai Catinari, kościołem tytularnym oraz rzymskim kościołem narodowym Belgii.

## Lokalizacja
Kościół znajduje się w VIII Rione Rzymu – Sant’Eustachio przy Via del Sudario 40.

## Patron
Patronem świątyni jest św. Julian Szpitalnik (nazywany również Gościnnym) – według legendy będący flamandzkim kupcem, który w ramach pokuty poświęcił życie modlitwie oraz pomocy biednym i chorym. Jest on patronem poszukujących noclegu, podróżujących, jak również pielgrzymów.

## Historia
Początki kościoła wiążą się z hospicjum dla pielgrzymów z terenów Flandrii. Według legendy kościół miał zostać ufundowany w czasie, gdy doszło do chrystianizacji Flandrii za pontyfikatu Grzegorza II (715-731). Jednak pierwsza historyczna wzmianka odnosząca się do hospicjum pochodzi dopiero z 1427 roku, kiedy osoba nim zarządzająca skierowała prośbę do papieża Marcina V o ustanowienie dwóch ołtarzy w kaplicy hospicjum. W 1444 roku spisano statut dla hospicjum oraz związanego z nim bractwa (Confraternita dei Fiamminghi). Natomiast sam kościół po raz pierwszy został wzmiankowany w katalogu z 1492 roku. W 1675 roku świątynię przebudowano. Kolejna przebudowa miała miejsce na początku XVIII wieku. Architektami tej renowacji byli Antonio Maria Boroni i jego brat Asdrubale.

## Architektura i sztuka
Kościół nie ma własnego dachu, lecz jest wstawiony w większy budynek. Sama fasada świątyni jest mała, flankują ją z obu stron okna (prostokątne niżej i okrągłe wyżej), które jednak nie są jej częścią. Właściwa fasada kościoła ma dwie kondygnacje ograniczone przez parę pilastrów. Dolne pilastry podtrzymują wystający gzyms, natomiast górne wspierają trójkątny fronton z pustym tympanonem. Drzwi flankują pilastry ozdobione u góry festonami i głowami lwów. Na nadprożu znajduje się płaskorzeźba lwa z herbu hrabstwa Flandrii. Powyżej jest nisza z rzeźbioną kamienną ramą, w której umieszczono kopię XVII-wiecznej figury św. Juliana Szpitalnika. Oryginał wyrzeźbił w drewnie wiązu Jodocus Haerts w 1634 roku i znajduje się on w pomieszczeniach fundacji będącej spadkobiercą dawnego bractwa.
Wnętrze kościoła jest owalne. Prezbiterium znajduje się w małej prostokątnej apsydzie. Dwie boczne kaplice znajdują się w płytszych apsydach. Dekoracja wnętrza pochodzi głównie z XVIII wieku.
Centralny fresk płytkiego sklepienia kopuły jest dziełem Williama Kenta z 1717 roku i przedstawia Apoteozę św. Juliana. Cztery trójkątne freski, stykające się wierzchołkami z freskiem centralnym, są również autorstwa Kenta i przedstawiają alegorie geograficzne: Flandrię nad prezbiterium, Ieper nad wejściem, Brugię po prawej i Gandawę po lewej.
Ołtarz główny ma dwie kolumny korynckie podtrzymujące belkowanie. Powyżej znajduje się okno lunety z witrażem przedstawiającym św. Józefa z Dzieciątkiem Jezus. W ołtarzu znajduje się Św. Julian autorstwa Dircka Helmbrekera z 1695 roku. Sklepienie prezbiterium zdobi anonimowy fresk przedstawiający putta, namalowany podczas restauracji w 1860 roku.
Dwie kaplice boczne zostały wykonane według jednakowego projektu. Prawa kaplica jest poświęcona świętym Piotrowi i Pawłowi. Obraz przedstawiający tych świętych jest anonimowym dziełem z około 1700 roku. Kaplica po lewej stronie została poświęcona Matce Bożej. W ołtarzu umieszczono anonimową kopię obrazu Madonna ze śpiącym Dzieciątkiem Sassoferrato. 

## Kardynałowie diakoni
Kościół św. Juliana Flamandów jest jednym z kościołów tytularnych nadawanych kardynałom-diakonom (Titulus Sancti Iuliani Flandrensium). Tytuł ten został ustanowiony 26 listopada 1994 roku przez papieża Jana Pawła II.
- Jan Pieter Schotte CICM (1994-2005)
- vacat
- Walter Brandmüller (2010-nadal)